# Gerlachov (Poprad)
Gerlachov (em alemão: Gerlsdorf; húngaro: Gerlachfalva) é um município da Eslováquia, situado no distrito de Poprad, na região de Prešov. Tem 5,27 km² de área e sua população em 2018 foi estimada em 847 habitantes.

## Demografia
| Ano:        | 1994 | 2004    | 2014   | 2024   |
| ----------- | ---- | ------- | ------ | ------ |
| Broj ljudi: | 704  | 796     | 830    | 864    |
| Razlika:    |      | +13,06% | +4,27% | +4,09% |

| Ano:               | 2023 | 2024   |
| ------------------ | ---- | ------ |
| Número de pessoas: | 867  | 864    |
| Diferença:         |      | -0,34% |